# Cynoscion striatus
Cynoscion striatus (Cuvier, 1829) conosciuto in italiano come ombrina atlantica è un pesce osseo marino della famiglia Sciaenidae.

## Distribuzione e habitat
L'areale di questa specie copre le coste sudamericane dell'Oceano Atlantico a nord fino al Brasile meridionale e a sud fino all'Argentina. Frequenta acque costiere a fondo sabbioso o fangoso, fino a 60 metri di profondità. Penetra negli estuari dove sono situate le aree di caccia e di riproduzione.

## Descrizione
Aspetto generale simile a quello della boccadoro mediterranea.
La taglia massima è di circa 60 cm, di norma misura attorno ai 40 cm.

## Biologia
Può raggiungere i 20 anni di età. Gregario, forma banchi.

### Alimentazione
I giovanili cacciano molluschi e crostacei, gli adulti soprattutto pesci.

## Pesca
Importante per la pesca commerciale soprattutto in Argentina e Uruguay dove viene catturato con la pesca a strascico. Viene venduto in genere fresco.